# Communauté de communes de Quillebeuf-sur-Seine
La communauté de communes de Quillebeuf-sur-Seine est une ancienne communauté de communes française, située dans le département de l'Eure et dans la région Normandie.

## Histoire
Constituée autour de Quillebeuf-sur-Seine, la communauté de communes de Quillebeuf-sur-Seine a été créée le 30 décembre 1995 avec quatorze communes participantes.
Le 1er janvier 2017, l'intercommunalité disparaît par suite de sa fusion avec la communauté de communes du Roumois Nord, la communauté de communes du canton de Bourgtheroulde-Infreville et la communauté de communes d'Amfreville-la-Campagne.
La nouvelle intercommunalité est dénommée communauté de communes Roumois Seine.

## Composition
Elle regroupe les communes suivantes :
| Nom                          | Code Insee | Gentilé        | Superficie (km2) | Population (dernière pop. légale) | Densité (hab./km2) |
| ---------------------------- | ---------- | -------------- | ---------------- | --------------------------------- | ------------------ |
| Quillebeuf-sur-Seine (siège) | 27485      | Quillebois     | 10,11            | 941 (2014)                        | 93                 |
| Aizier                       | 27006      | Aiziérois      | 2,36             | 132 (2014)                        | 56                 |
| Bouquelon                    | 27101      | Bouquelonnais  | 11,71            | 443 (2014)                        | 38                 |
| Bourneville                  | 27107      | Bournevillais  | 11,01            | 975 (2013)                        | 89                 |
| Marais-Vernier               | 27388      | Maraiquais     | 24,98            | 504 (2014)                        | 20                 |
| Saint-Aubin-sur-Quillebeuf   | 27518      | Saint-Aubinois | 12,39            | 669 (2014)                        | 54                 |
| Sainte-Croix-sur-Aizier      | 27526      | Santicrutiens  | 4,82             | 271 (2013)                        | 56                 |
| Sainte-Opportune-la-Mare     | 27577      |                | 10,89            | 443 (2014)                        | 41                 |
| Saint-Ouen-des-Champs        | 27581      |                | 6,11             | 317 (2014)                        | 52                 |
| Saint-Samson-de-la-Roque     | 27601      | Roquais        | 15,69            | 412 (2014)                        | 26                 |
| Saint-Thurien                | 27607      | Thuriennois    | 5,27             | 235 (2014)                        | 45                 |
| Tocqueville                  | 27645      | Tocquevillais  | 2,48             | 148 (2014)                        | 60                 |
| Trouville-la-Haule           | 27665      | Trouvillais    | 12,25            | 775 (2014)                        | 63                 |
| Vieux-Port                   | 27686      | Vieux-Portais  | 0,57             | 48 (2014)                         | 84                 |